# Anthony Selormey
Anthony Hugh Selormey (* 2. März 1937 in Dzolukope, Keta, Volta Region) ist ein ghanaischer Politiker und Oberstleutnant, der nach dem Militärputsch vom 13. Januar 1972 Mitglied des Nationalen Erlösungsrates NRC (National Redemption Council) wurde und von 1972 bis 1973 Kommissar für Transport und Kommunikation sowie im Anschluss zwischen 1973 und 1975 Kommissar für Gesundheit war.

## Leben
Selormey, der aus dem Volk der Ewe stammt,  besuchte die Catholic Mission School und im Anschluss die Bishop Herman Secondary School in Kpandu, die er 1958 mit einem West African School Certificate abschloss. Im April 1961 trat er in die Landstreitkräfte der Streitkräfte Ghanas ein und begann eine Offiziersausbildung an der Ghana Military Academy in Teshie, die er im April 1962 als Leutnant abschloss. Er absolvierte des Weiteren einen Lehrgang für Panzerfahrer sowie für Kompaniechefs am Zentrum des Royal Armoured Corps in Bovington Camp in Dorset. Er war ferner 1967 der erste Ghanaer, der eine Ausbildungslehrgang in Panzerkriegsführung an der Panzerschule in Fort Knox absolvierte. Während seines dortigen Aufenthalts besuchte er ferner Lehrgänge für Personalführung und Studien zu ausländischen Streitkräften an der US Intelligence School.
Nach seiner Rückkehr nach Ghana war Selormey zwischen 1967 und 1970 Instrukteur an der Ghana Military Academy in Teshie und wurde im Anschluss als Major Kommandeur des in der Gondar-Kaserne bei Accra stationierten Panzerregiments. In dieser Funktion gehörte er neben Major Kwame Baah und K. B. Agbo zu den jungen Offizieren, die unter der Führung von Oberstleutnant Ignatius Kutu Acheampong am 13. Januar 1972 in einem Militärputsch Präsident Edward Akufo-Addo und Premierminister Kofi Abrefa Busia absetzten. Daraufhin wurde er am 14. Januar 1972 Mitglied des Nationalen Erlösungsrates NRC (National Redemption Council) sowie Assistent von J. H. Cobbina, dem Generalinspektor der Polizei. Kurz darauf wurde er Kommissar (Minister) für Information und Rundfunk und im Mai 1972 Kommissar für Transport und Kommunikation, woraufhin Oberst C. R. Tachie-Menson neuer Kommissar für Information wurde. Im Zuge einer weiteren Umbildung des Nationalen Erlösungsrates übernahm er am 1. Mai 1973 von Oberst J. C. Adjeitey den Posten als Kommissar für Gesundheit. Er wurde in dieser Zeit auch zum Oberstleutnant befördert. In den im Oktober 1975 unter Führung von Oberstleutnant Acheampong gebildeten Obersten Militärrat SMC (Supreme Military Council) wurde er nicht mehr berufen.

## Weblink
- Eintrag in prabook.com